# Gillingham (Kent)
Gillingham [ˈdʒɪlɪŋəm] ist eine Stadt in Kent, England etwa 50 km östlich des Zentrums von London; sie liegt am Fluss Medway dort, wo dieser sich vor seiner Mündung in die untere Themse verbreitert. Im Jahr 2006 hatte Gillingham 101.810 Einwohner.

## Geografie
Gillingham ist eine Stadt und eine Gemeinde in der Grafschaft Kent. Es liegt nordöstlich von Chatham. Verwaltungsmäßig gehört Gillingham gemeinsam mit Rochester und Chatham zum Borough of Medway; die gemeinsame Urbanisation wird umgangssprachlich auch als Medway Towns bezeichnet. Zu Gillingham selbst gehören die Stadtteile Brompton, Hempstead, Rainham, Rainham Mark, Twydall und Lidsing.

## Geschichte
Gillingham war bereits den Sachsen unter dem Namen Gillinga bekannt. Im Domesday Book wird es als Gelyngeham bezeichnet. In dem Ort gab es einmal einen Palast der Erzbischöfe von Canterbury. Zur Zeit Edward II. war die Ansiedlung nur ein kleinerer Marktflecken, in späteren Zeiten beherbergte er einen Stützpunkt der Royal Navy. Die strategisch günstige Lage an der Themsemündung prädestinierte den Ort in der Frühen Neuzeit zu einem Standort für Docks, die von Königin Elisabeth I. gegründet und dann 1622 an ihren heutigen Standort verlegt wurden.
Der Ort wurde mehrmals von Dänen oder Normannen angegriffen und viele Edelleute, die im Gefolge von Edward und seinem Bruder Alfred dort einfielen, wurden von Godwin von Wessex und dessen Truppen erschlagen. Zum Schutz vor Angriffen auf die dortigen Docks ließ Charles I. nordwestlich des Ortes eine Festung errichten. Diese wurde später erweitert und als Gillingham Castle bezeichnet, jedoch für die Erweiterung der Werftanlagen wieder abgerissen.
1667 gelang es den Niederländern im Zweiten Englisch-Niederländischen Seekrieg nicht nur, themseaufwärts zu segeln, sondern auch bei Gillingham auf englischem Boden zu landen, ehe sie nach kurzer Zeit wieder vertrieben werden konnten. 1758, während des Siebenjährigen Krieges, wurden die Hafenanlagen um Gillingham befestigt. Die Bedrohung durch die Franzosen während des Amerikanischen Unabhängigkeitskrieges und der Napoleonischen Kriege zwang zum weiteren Ausbau der Befestigungsanlagen, so dass insbesondere das Fort Amherst in Gillingham, das Fort Pitt in Chatham, sowie die Forts Delce und Clarence In Rochester verstärkt wurden. 1919 wurde in Gillingham ein heller Obelisk als Gedenkstätte für die im Ersten Weltkrieg gefallenen britischen Seeleute errichtet. 1984 wurden die Hafenanlagen geschlossen.

## Persönlichkeiten

### Söhne und Töchter der Stadt
- William Adams (1564–1620), Navigator
- Charles Hercules Read (1857–1929), Archäologe und Kurator am British Museum
- Charles Madden, 1. Baronet (1862–1935), Seeoffizier
- Henry Tizard (1885–1959), Chemiker und Erfinder
- James McCudden (1895–1918), Jagdflieger
- Alfred Savage (1903–1980), Kolonialbeamter
- Dick Edmed (1904–1984), Fußballspieler
- Tirzah Garwood (1908–1951), Grafikerin und Holzschneiderin
- Thomas Willmore (1919–2005), Mathematiker
- Ted Ditchburn (1921–2005), Fußballspieler
- Rosemary Tonks (1928–2014), Dichterin und Schriftstellerin
- Lorna Wing (1928–2014), Psychiaterin
- Peter J. Gibson (1934–2010), Mikrowellen-Ingenieur
- Antony Jameson (* 1934), Ingenieurwissenschaftler und Angewandter Mathematiker
- David Harvey (* 1935), Humangeograph und Sozialtheoretiker
- Dee Murray (1946–1992), Musiker
- Matt Letley (* 1961), Musiker
- Paul Vaessen (1961–2001), Fußballspieler
- Roland Edge (* 1978), Fußballspieler
- Aleem Khan (* 1985), Filmregisseur und Drehbuchautor
- Conan Whitehead (* 1986), Dartspieler